# Guillaume V de Chanac
Ne doit pas être confondu avec Guillaume de Chanac.
Pour les articles homonymes, voir Chanac (homonymie).
Guillaume de Chanac (1248-1348) est un évêque français issu d'une famille de la noblesse limousine, proche de la famille Pompadour. 

## Biographie
Fils de Pierre de Chanac et d'Alaïs Foucher, il a fait des études de droit canon, parvenant au doctorat, peut-être à Paris où il fonda plus tard le collège de Chanac pour douze boursiers originaires du Limousin. Archidiacre de Brie à Notre-Dame de Paris (1311-1317), chanoine de Paris (à partir de 1317) puis archidiacre de Paris (à partir de 1325), il est évêque de Paris en 1333-1342, puis patriarche latin d’Alexandrie de 1342 à sa mort en 1348. Il a également été professeur de droit canon et conseiller-clerc au Parlement de Paris mais il s'est toutefois brouillé avec le roi Philippe VI de Valois. 
Son neveu Foulques de Chanac lui a succédé comme évêque de Paris. Un autre de ses neveux, Bernard de Chanac était doyen de Poitiers et chanoine de Paris et deux de ses petits-neveux, Guillaume de Chanac et Bertrand de Chanac sont devenus cardinaux.

## Sources
- Cazelles (R.), La société politique et la crise de la royauté sous Philippe de Valois, Paris, 1958 ;
- Clément-Simon (C.), Documents sur Guillaume de Chanac, évêque de Paris et patriarche d'Alexandrie, Bulletin philologique et historique, 1903, 49-59.
- Gane (R.), Le Chapitre de Notre-Dame de Paris au XIVe siècle : étude sociale d'un groupe canonial, Saint-Étienne, 1999.
- Base Studium Parisiense : http://studium-parisiense.univ-paris1.fr/individus/4197-guillelmusdechanaco1